# Маллинс, Майк (регбист)
Майкл Джон Мариш «Майк» Маллинс (англ. Michael John Marisch “Mike” Mullins, родился 29 октября 1970 в Окленде) — ирландский регбист и регбийный тренер, игравший на позиции инсайд-центра (внутреннего центрового).

## Биография

### Семья
Сын выходцев из Лимерика, проживавших на Северном острове Новой Зеландии. Мать — наполовину ирландка, наполовину маори; отец — ирландец-уроженец Лимерика и гражданин Республики Ирландия.

### Клубная карьера
Маллинс играл в регби в провинции Норт-Харбор, проведя 20 игр за основной состав вместе с такими игроками, как Уолтер Литтл, Фрэнк Банс, Эрик Раш и Глен Озборн. В середине 1990-х он перебрался в Англию, где играл сначала за «Ватерлоо» из Сефтона (рядом с Ливерпулем), затем за «Уэйкфилд» из Западного Йоркшира, а после его банкротства — за «Вест-Хартлпул» в чемпионате Англии. С 1999 по 2001 годы играл за «Манстер» в межпровинциальном чемпионате, за него же выступал с 2001 по 2005 годы в Кельтской лиге, выиграв её в сезоне 2002/2003.

### Карьера в сборной
В сборной Маллинс сыграл 16 игр и набрал 15 очков за три попытки. Дебютировал в игре против Аргентины перед чемпионатом мира 1999 года, в заявку на который был включён. Сыграл также в 2004 году матч в международной сборной звёзд «Барбарианс» в Лиссабоне против Португалии.

### Карьера тренера
В 2006 году вернулся в Новую Зеландию, где дважды возглавлял команду «Норт-Отаго» с 2006 по 2010 (как технический директор) и с 2013 по 2014 (как тренер). В 2014 году по собственному желанию покинул команду.